# 우륵
우륵(于勒, ?~?)은 대가야의 악사이다. 가야의 가실왕이 중국의 악기인 쟁(箏)을 모방해 가야금(伽倻琴)을 만든 후, 우륵에게 명하여 가야금 12악곡을 짓도록 했다. 이후 신라 진흥왕(眞興王)에게 귀부하여 대가야의 음악을 신라에 전수하였다. 한국에서는 고구려의 왕산악(王山岳), 조선의 박연과 함께 한국 3대 악성(樂聖)의 한 사람으로 꼽힌다.

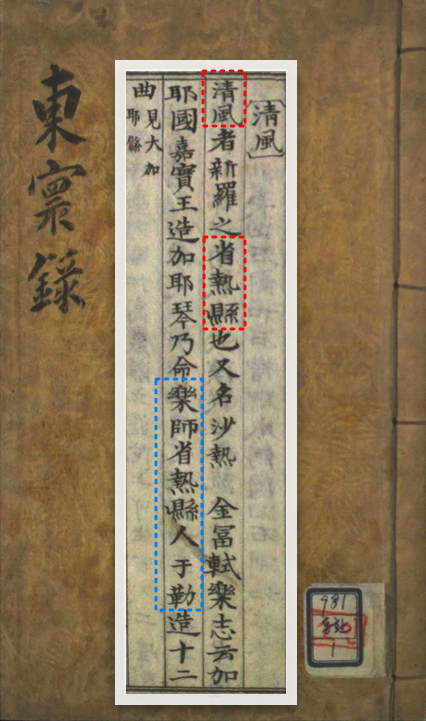
국립중앙도서관 소장 동환록 청풍 성열현인 악성 우륵 출생지 사료 발굴 임나일본부설 의령 우륵 임나 사이기국인 출생지 허구성 입증

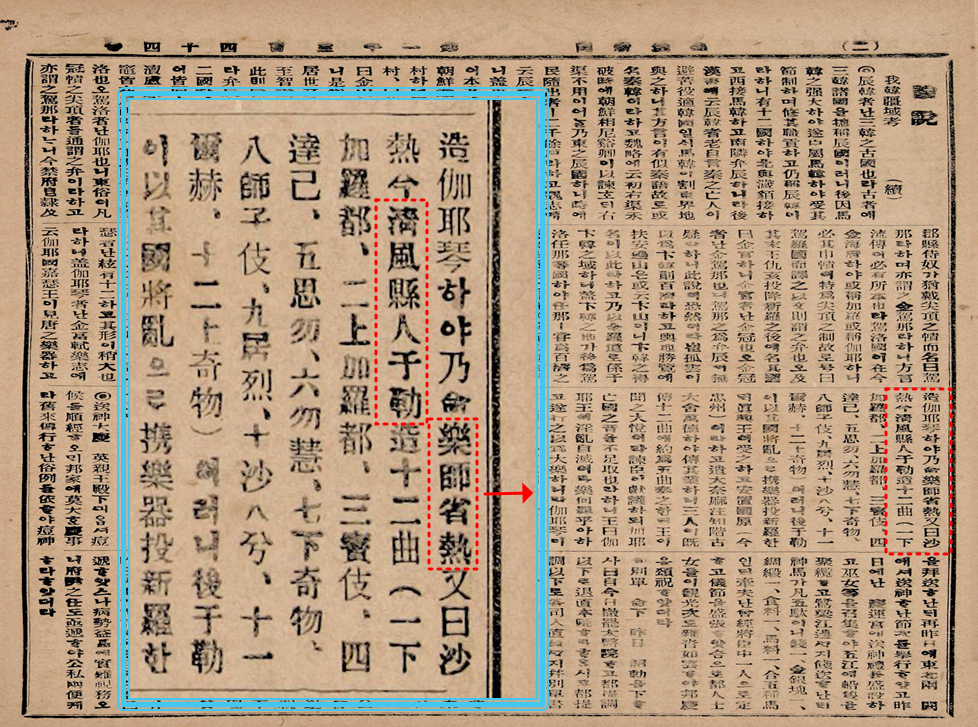
국립중앙도서관 소장 황성신문 청풍 성열현 사람 우륵 통설 보도 자료 발굴로 의령 임나 사이기국 사람 우륵 허구성 입증

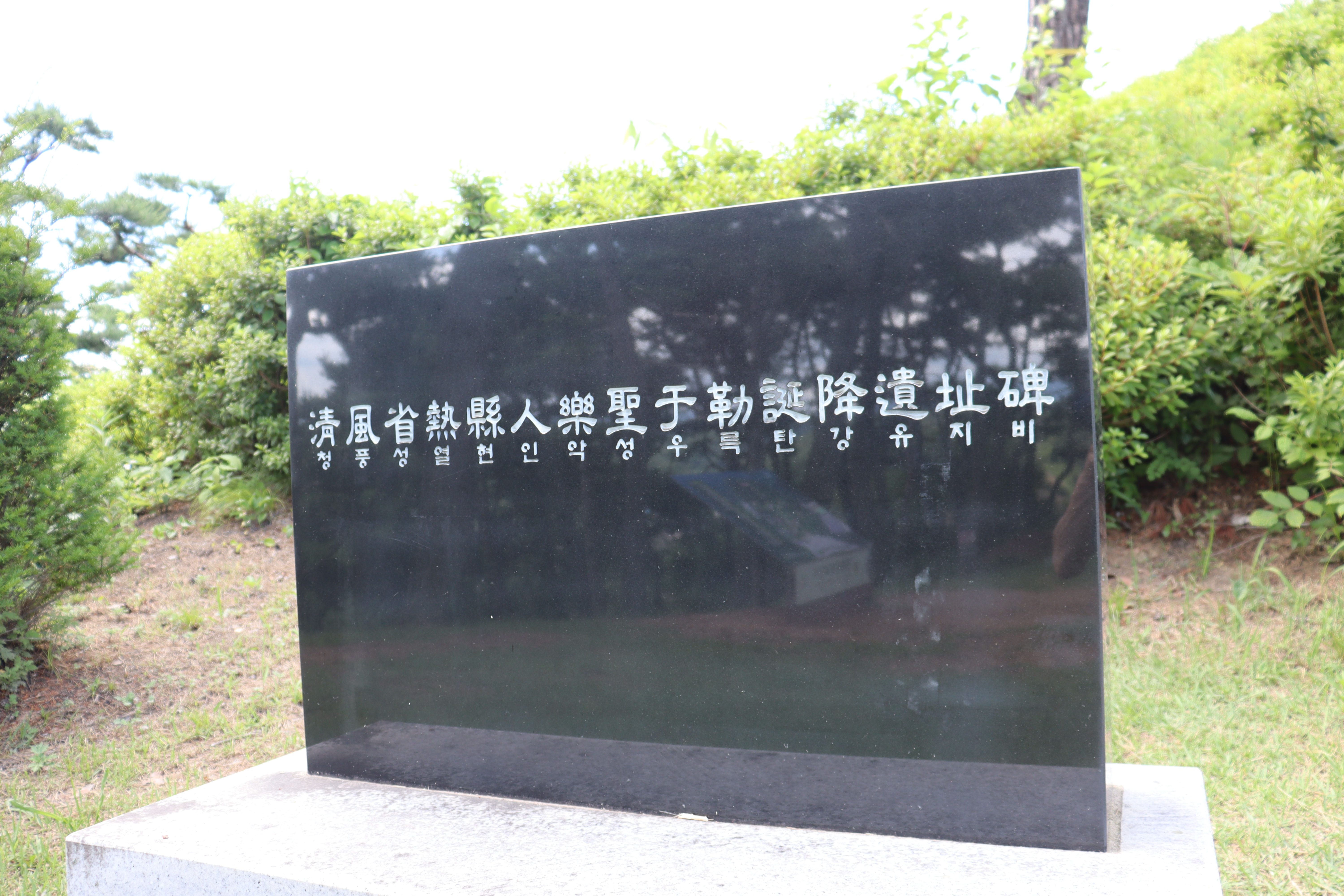
청풍 성열현인 악성 우륵 탄강유지비 전면

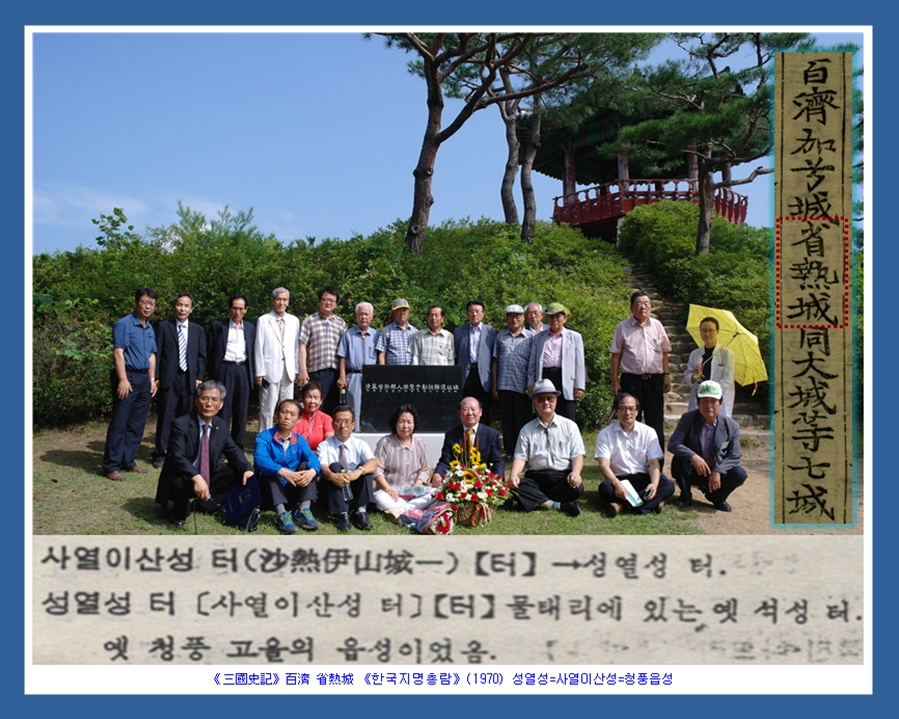
청풍 성열현인 악성 우륵 탄강 유지비 송방송 음악학박사 청풍인 우륵 고증

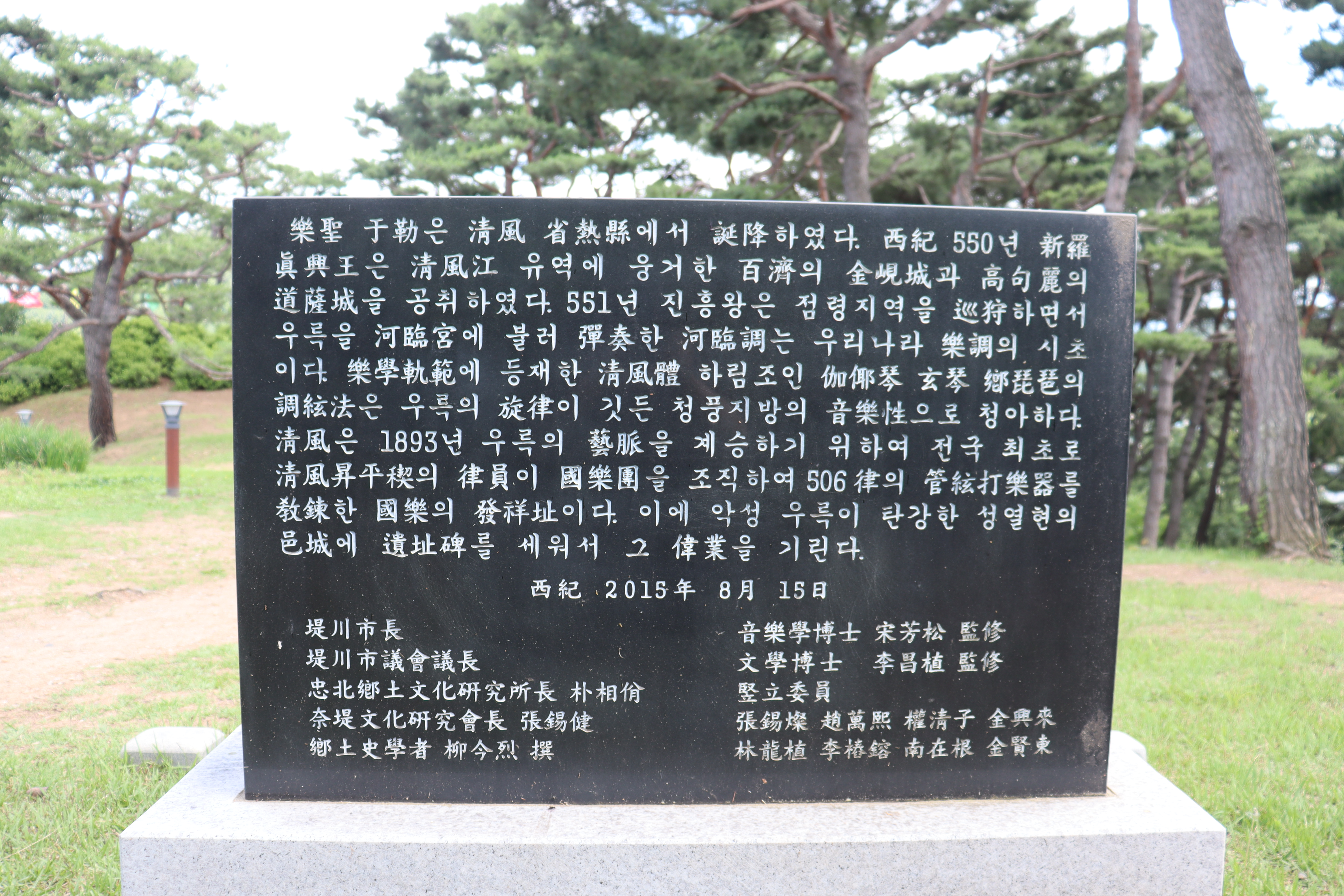
제천시 청풍문화재단지 성열성에 세운 성열현인 악성 우륵 탄강유지비 후면

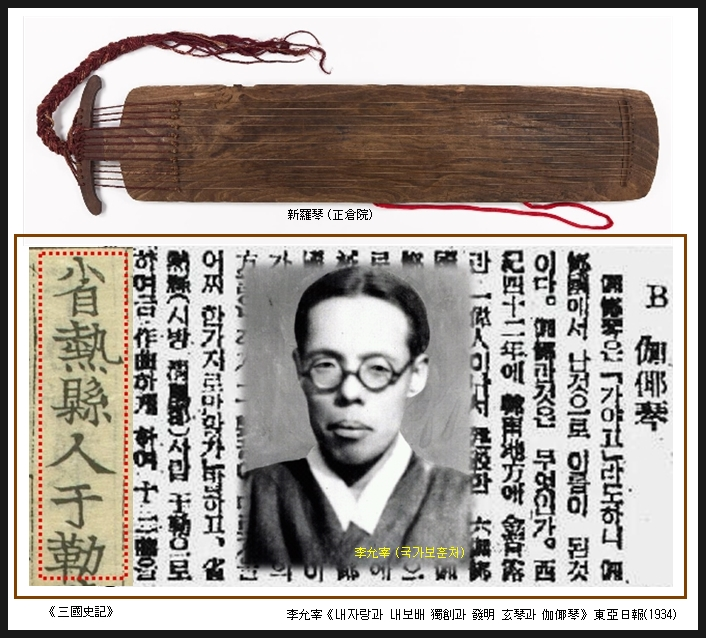
한글학자 이윤재 선생 성열현 사람 우륵 청풍인 고증

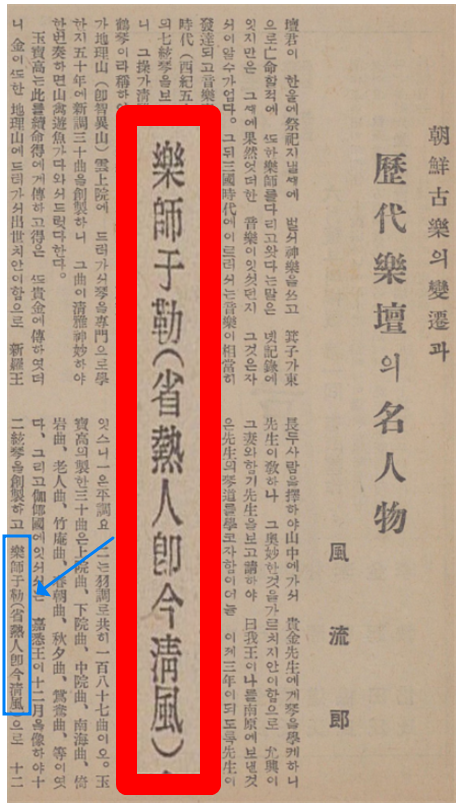
1928년 역대 악단의 명인물 중에 악성 우륵의 고향 청풍 성열현인 고증자료

## 생애
《삼국사기》에 가야금과 노래, 춤을 배웠는데, 우륵이 전수한 12곡을 음란한 음악이라며 5곡으로 줄여버렸다. 우륵은 이에 분노했지만, 음악을 들어보고 나서 "즐거우나 음란하지 않고 슬프면서도 비통하지 않다"고 평하며 그들이 바꾼 음악을 인정하였다.
한편 신라의 대신들은 진흥왕에게 "가야를 망친 망국의 음악 따위는 본받을 것이 못 됩니다."라고 가야악을 받아들이지 말 것을 간언하였지만, 진흥왕은 "가야왕이 음란해 망한 것이지 음악이 무슨 죄가 있는가. 성인(聖人)이 음악을 만드신 뜻은 사람의 감정에 호소해 법도를 따르게 하고자 한 것이다. 나라가 잘 다스려지고 못 다스려지고는 음악과 아무 상관없는 것이다."라며, 결국 우륵이 전수한 가야악이 신라의 궁중 음악으로 받아들여졌다고 한다.

### 우륵의 출생지에 대하여
《삼국사기》에 "악사 성열현 사람 우륵(樂師省熱縣人于勒)" 이외 구체적인 지명을 명시하지 않으면서 음상사학적(音相似學的)으로 해석하여 유사한 지명을 비정하고 있는 추세이다.

## 전설
《대동지지》(大東地志) 및 《고령군지》(高靈郡誌)에는, 고령읍 북쪽에 있는 금곡(琴曲)은 우륵이 공인(工人)을 인솔하여 가야금을 연습한 곳이라고 한다. 금곡은 다른 이름으로는 정정곡(丁丁谷)이라고도 했다.
《삼국사기》에 우륵의 연고지로 기록된 성열현은 사열현으로 지금의 충청북도 제천시 청풍면으로 비정되는데, 장금대는 우륵이 신라인 세 제자에게 가야금, 춤, 노래를 전수한 곳으로 전해진다. 정약용의 《아방강역고》(我邦疆域考)는 충주의 탄금대(彈琴臺)와 사휴정(四休亭)을 우륵이 노닐던 곳으로 전하고 있다. 현존하는 우륵의 고적 및 유물과 기념물 현황은 다음과 같다.
| 명칭               | 위치                        | 내역                  | 비고                                                                                |
| ------------------ | --------------------------- | --------------------- | ----------------------------------------------------------------------------------- |
| 성열현(省熱縣)     | 제천시 청풍면               | 우륵 탄생지           | 고읍지, 성열성(省熱城)                                                              |
| 우륵동(于勒洞)     | 제천시 의림지               | 우륵 거주처           | 일부 도로 매립                                                                      |
| 악학궤범(樂學軌範) | 서울대 규장각               | 청풍체 하림조         | 가야금, 거문고, 향비파 조현법 악조시초                                              |
| 하림궁(河臨宮)     | 제천시 금성면               | 우륵 하림조 연주      | 가궁터 옛 청풍토성 비정                                                             |
| 청풍승평계         | 제천시 청풍면               | 율원조직명단          | 제천군지 자료                                                                       |
| 우륵dang(于勒堂)   | 제천시 의림지               | 위패사당              | 와편발견                                                                            |
| 우륵정(于勒井)     | 제천시 의림지               | 샘물                  | 복원                                                                                |
| 우륵단(于勒壇)     | 제천시 의림지               | 우륵 탄금처           | 동산현존                                                                            |
| 우륵대(于勒臺)     | 제천시 의림지               | 우륵 탄금처           | 일명 연암(鷰巖)                                                                     |
| 우륵정(于勒亭)     | 제천시 의림지               | 우륵 선양             | 정자 2008년                                                                         |
| 우륵산(于勒山)     | 제천시 의림지               | 우륵 소요처           | 일명 석봉(石峯)                                                                     |
| 장금대(長琴垈)     | 제천시 백운면               | 신라 3제자 전수       | 원서천변                                                                            |
| 파병암(破甁巖)     | 제천시 봉양읍               | 우륵 탄금처           | 장평천 암반                                                                         |
| 금곡(琴谷)         | 고령군 쾌빈리               | 우륵 창금작곡         | 일명 정정골                                                                         |
| 우륵기념탑         | 고령군 연조리               | 우륵 기념물           | 1977년                                                                              |
| 고령대가야국악당   | 고령군 지산리               | 우륵 업적계승         | 1988년                                                                              |
| 영정각(影幀閣)     | 대가야읍 연조리             | 우륵영정              | 1996년                                                                              |
| 우륵박물관         | 고령군 쾌빈리               | 우륵 관련 자료 전시   | 2006년                                                                              |
| 낭성(娘城)         | 충주시                      | 우륵 신라 귀화        | 고읍지(古邑址)                                                                      |
| 탄금대(彈琴臺)     | 충주시 칠금동               | 우륵 탄금처           | 주변지명 금휴포(琴休浦)·칠금동(漆琴洞)·금곡리(琴谷里)·금뇌리(琴腦里)·청금리(廳琴里) |
| 탄금정(彈琴亭)     | 충주시 칠금동               | 우륵 선양             | 정자 1976년                                                                         |
| 악성우륵선생추모비 | 충주시 칠금동               | 우륵추모비            | 1997년                                                                              |
| 우륵당             | 충주시 호암동               | 우륵 예술 계승 국악당 | 1997년                                                                              |
| 우륵 12곡          | 음성군 금왕읍 대소면 삼성면 | 12곡 작곡지           | 상·하가라제와 상·하가곡제는 상`하가라도 비정                                        |
| 12현 명사          | 김천시 남면 부상리          | 명사 현(絃)           | 부상(扶桑) 누에고치 주산지                                                          |

## 우륵이 등장하는 작품
- 《화랑》(KBS2, 2016년~2017년,배우:김원해)
- 《현의 노래》(2004, 김훈)

## 같이 보기
- 인물
  - 백결 선생
  - 왕산악
  - 우륵
- 지명
  - 청풍 성열현
- 노래
  - 우륵의 12곡
    - 우륵의 1곡 하가라도
    - 우륵의 2곡 상가라도
    - 우륵의 3곡 보기
    - 우륵의 4곡 달이
    - 우륵의 5곡 사물
    - 우륵의 6곡 물혜
    - 우륵의 7곡 하기물
    - 우륵의 8곡 사자기
    - 우륵의 9곡 거열
    - 우륵의 10곡 사팔혜
    - 우륵의 11곡 이사
    - 우륵의 12곡 상기물